# Jules Flour

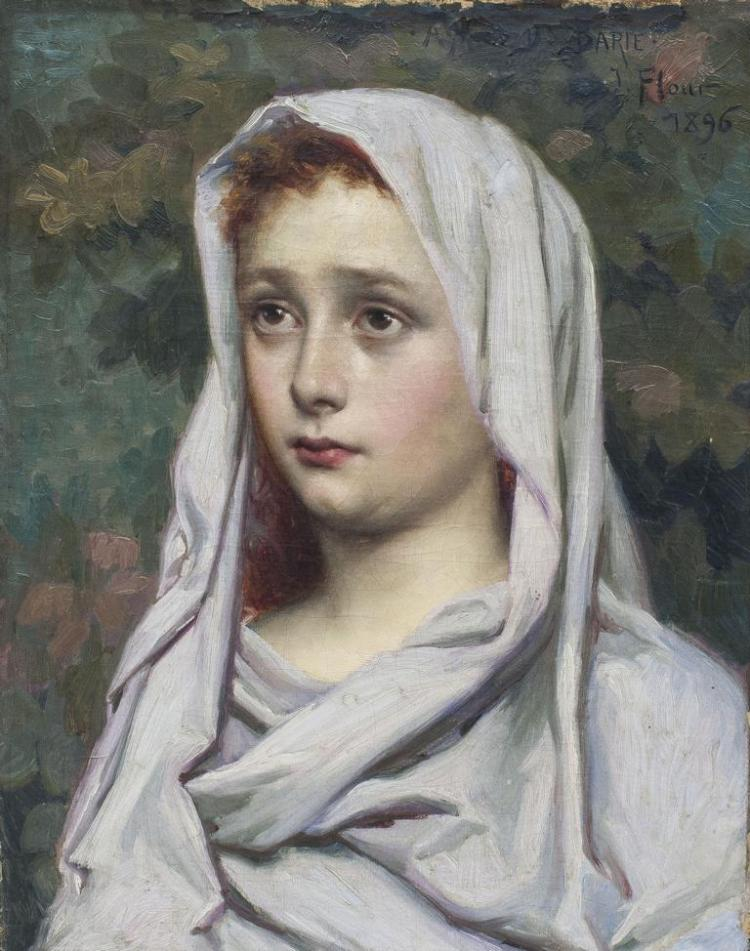
Die Keuschheit

Adrien Jules Flour (* 6. August 1864 in Avignon; † 10. Februar 1921 ebenda) war ein französischer Genremaler und Kunstpädagoge.
Adrien Jules Flour arbeitete als Glasmalerlehrling und besuchte das Atelier von Charles Guilbert d’Anelle. An der städtischen Kunstschule in Avignon lernte er Zeichnen bei Gabriel Bourges und Malerei bei Pierre Grivolas.
1883 begann er das Studium an der École des beaux-arts de Paris bei Jean-Léon Gérôme. Die herzlichen Empfehlungen Gérômes brachten ihm die finanzielle Unterstützung des Generalrates von Département Vaucluse und der Stadt Avignon ein.
1887 begann er seine Karriere als Maler im Salon der Société des Artistes Français mit einem Frauenporträt. Der Kunsthändler Paul Durand-Ruel zeigte Interesse für seine Werke.
Jules Flour heiratete am 8. Dezember 1898 Berthe Marguerite Pichot. Ab 1899 teilte Flour sein Leben zwischen der Hauptstadt und dem Vaucluse. Er stellte seine Bilder häufig auf regionalen Messen aus (Béziers 1892, Montpellier 1896) und insbesondere in seiner Heimatstadt.
Ab 1906 unterrichtete er an den Erstsemestern in der Kunstschule von in Avignon. Ab 1913 unterrichtete er die Schüler des Oberkurses.
1912 beschlossen elf Maler und zwei Bildhauer aus Avignon, die konservative Vaucluser Gesellschaft der Freunde der Schönen Künste zu verlassen. Die Maler Jules Flour sowie Pierre Alexandre Belladen, Alfred Bergier, Lina Bill, Colombier, Claude Firmin, Joseph Hurard, Alfred Lesbros, Meissonnier und Louis Agricol Montagné sowie die Bildhauer Jean-Pierre Gras und Deprez bildeten die „Gruppe der Dreizehn“. Die Gruppe blieb bis 1921 tätig.